# Айслинген (Фильс)
Айслинген (нем. Eislingen/Fils) — город в Германии, в земле Баден-Вюртемберг.
Подчинён административному округу Штутгарт. Входит в состав района Гёппинген. Население составляет 20 364 человека (на 31 декабря 2010 года). Занимает площадь 16,41 км². Официальный код — 08 1 17 019.